# Фотограмма

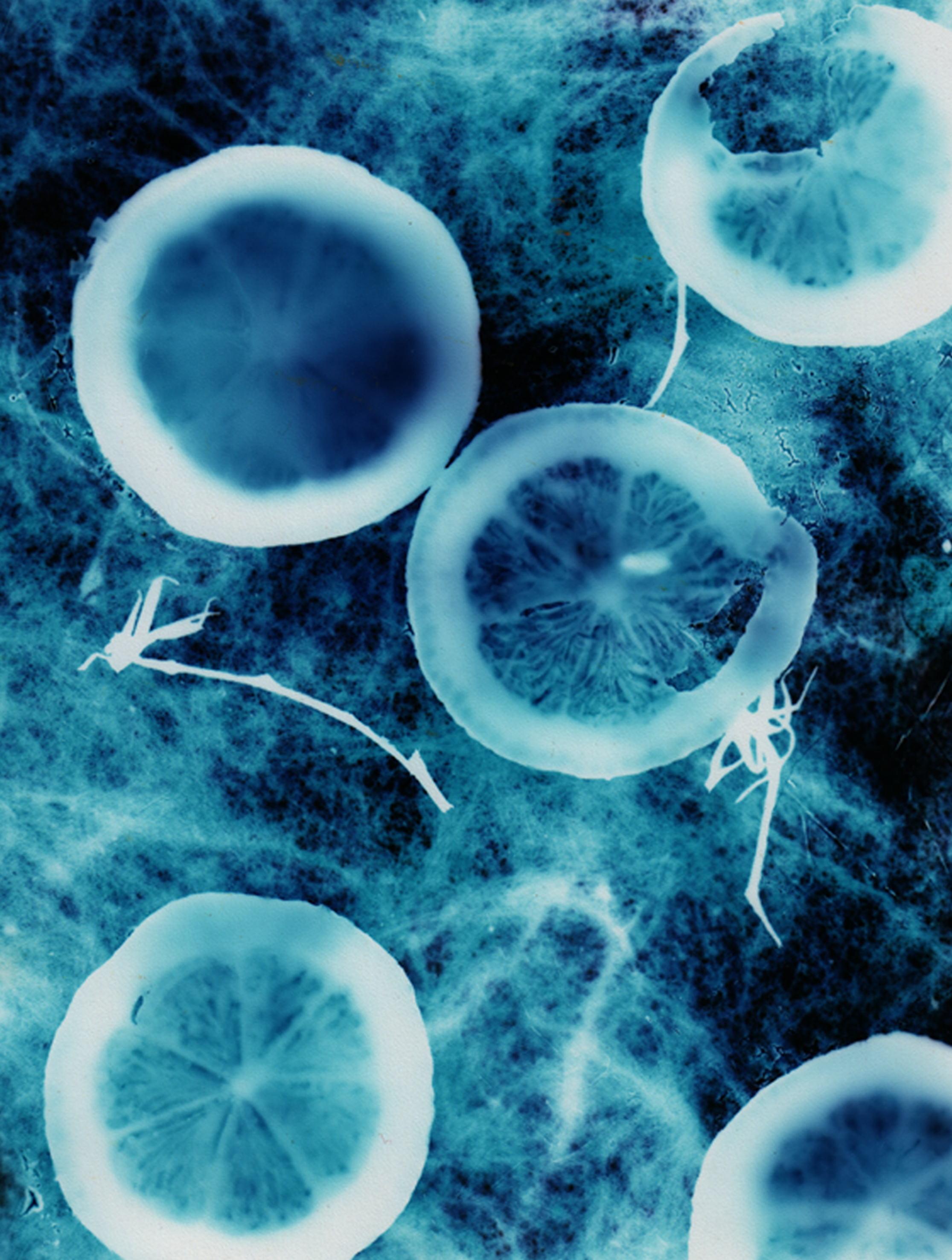
Фотограмма, сделанная ломтиками лимона на цветной фотобумаге

Фотограмма — изображение, полученное фотохимическим способом, без применения фотоаппарата. Предмет помещают на фотобумагу или плёнку, и освещают лампой так, чтобы на фотоматериал попала его тень. Специфической особенностью фотограммы является то, что в момент экспозиции свет не отражается от предметов, а проходит сквозь них. Непрозрачные предметы запечатлеваются на фотограмме в виде светлых силуэтов. Исторически фотограмма стала первой технологией фотографии, и предшествовала способам оптической фиксации изображения камерой-обскурой. Томас Веджвуд и Гемфри Дэви изготавливали недолговечные фотограммы уже в 1802 году, за два десятилетия до изобретения гелиографии Ньепсом.

## Немного из истории
Ещё в 1830-х годах один из создателей фотографии Уильям Генри Фокс Тальбот получал выразительные силуэтные отпечатки кружева, цветов, листьев непосредственно на светочувствительной бумаге. Но скоро эта лаконичная техника отступила перед богатством тонов и разнообразием изобразительных сюжетов, которые стали доступны традиционной теперь фотографии, фиксирующей изображение с помощью объектива. В середине XIX века художники используют фотопечать для тиражирования графики — рисунок, сделанный иглой на покрытом темным лаком стекле, служил негативом. Эту технику, разработанную в 1822 году Нисефором Ньепсом, называли гелиографией.
В 1920-х годах расширением творческих возможностей фотоискусства, поисками независимого от воздействия живописи и графики органического художественного языка фотографии активно занимались художники-авангардисты Ман Рэй, Мохой-Надь, Эль Лисицкий и другие. Среди прочего они обратили внимание на технику фотографирования без камеры, которую стали называть фотограммой. Она предоставляла заманчивую возможность уйти от изобразительного буквализма обычного фотоснимка, от привычной перспективы (от которой отказывалась и авангардистская живопись), позволяла «остранить» — сделать неожиданно острым и эффектным изображение привычных предметов. И, наконец — уйти от преображенной реальности к беспредметности, к «фиксации игры рассеянной светотени». «Организованные светотеневые эффекты обогащают наше видение», — утверждал Мохои-Надь. Наибольшую известность получили работы Ман Рея, выполненные в такой технике, и получившие название рейограмма по фамилии художника. Позднее фотограммы, выполненные с помощью рентгеновских лучей, также получили название «рейограмм».
С 1980-х годов фотограммы создаёт британка Сюзан Дерджес.

## Фотограмма в России
В России практическое применение светописи началось буквально в первые месяцы после обнародования принципов фотографирования. Русские ученые не только проявили живой интерес к факту открытия фотографических процессов, но и приняли плодотворное участие в их изучении и усовершенствовании.
В 1839 году академик И. Х. Гамель (1788—1862) отправился в Англию. Там он познакомился с Тальботом и его изобретением. В мае — июне 1839 года Гамель прислал в Петербург снимки с описанием способа Тальбота. Затем прислал аппарат и снимки по способу Ньепса и Дагера. Впоследствии Гамель получил от родственников Ньепса 160 документов по истории изобретения фотографии — письма Нисефора Ньепса, Дагера, Исидора Ньепса и других.
В России первые фотографические изображения получил русский академик Юлий Федорович Фрицше. Это были фотограммы листьев растений, выполненные по способу Тальбота.

## Изготовление фотограммы
1. В темноте размещают любые объекты на листе незасвеченной фотобумаги или другого светочувствительного материала. Можно получить автопортрет, приложив лицо к листу (в профиль).
2. На короткое время включают источник света так, чтобы он освещал светочувствительный лист с расположенными на нём объектами. Продолжительность экспозиции определяется экспериментально.
3. Экспонированный материал проявляют и фиксируют. Как правило, фотограмма является негативом, но при желании можно получить позитивное изображение контактным или проекционным способом.

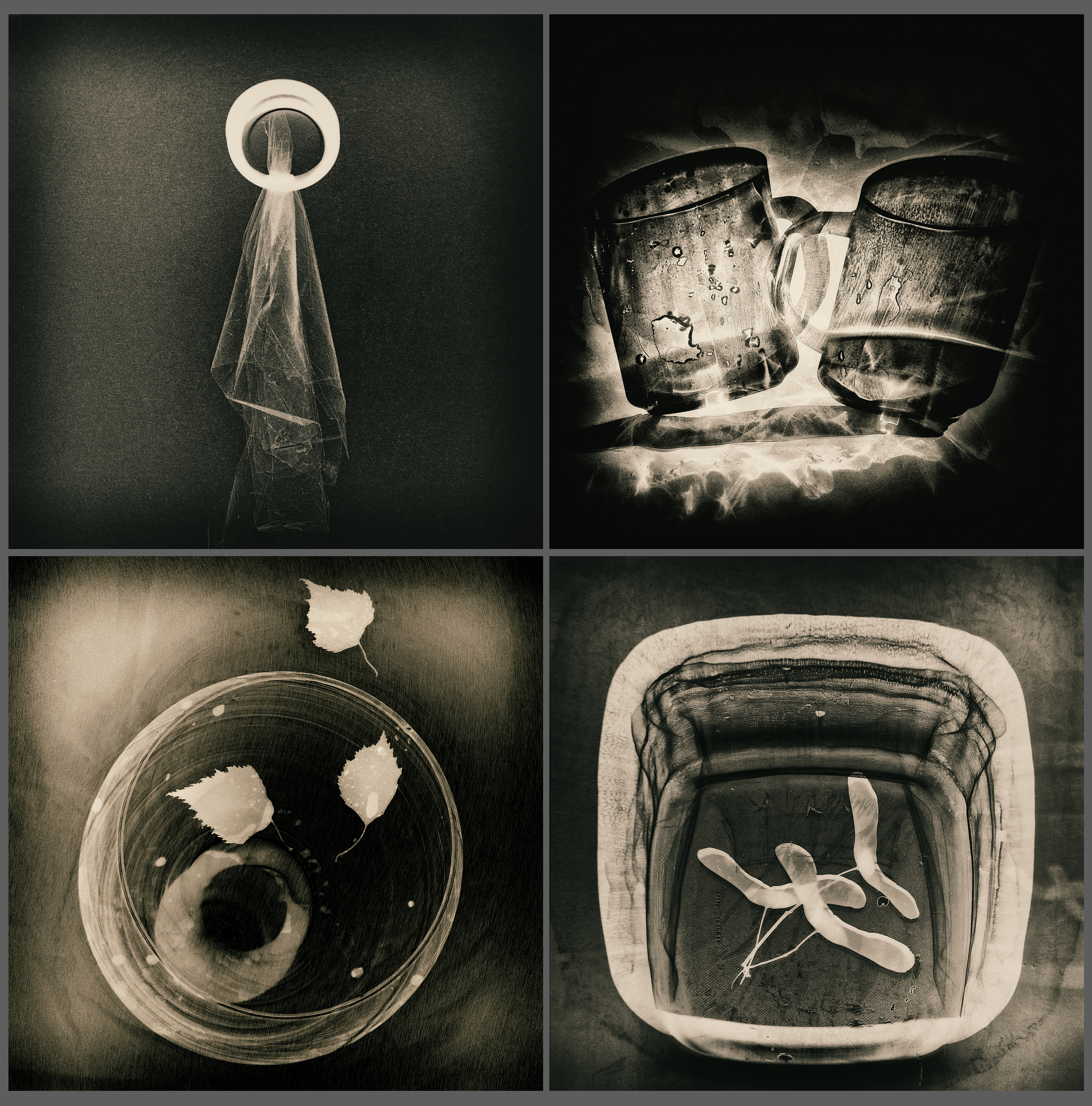
Цифровые фотограммы

## Цифровая фотограмма
Современной цифровой фототехникой и цифровой обработкой можно имитировать процесс изготовления фотограммы. Для этого потребуется:
1. Точечный источник света, например, светодиод.
2. Стеклянный стол, или любая другая прозрачная поверхность на которой можно разместить снимаемые предметы, а под которой можно разместить фотоаппарат.
3. Тонкая бумага или любой иной полупрозрачный материал (ткань, полиэтилен и т. п.), на которую будет проецироваться теневое изображение.

Поскольку изображение формируется снизу, то в процессе установки света и выстраивания композиции для удобства и наглядности можно использовать зеркало, или поворотный откидной жк-экран камеры на штативе. Для полноты имитации полученные фотографии можно обратить в негативные в графическом редакторе.
В отличие от аналогового метода изготовления фотограмм, в цифровой фотограмме автор имеет бо́льшую возможность представлять конечный результат и принимать более полное участие в его формировании.

## Применение
Фотограмма может быть использована в рекламной, художественной и технической фотографии.
1. С помощью фотограмм можно получать точное изображение различных деталей. В этом случае фотограмма выполняет функцию чертежа. Деталь накладывают прямо на фотобумагу и экспонируют. Освещение надо строить таким образом, чтобы объект не отбрасывал тень, которая может исказить форму и размеры детали. Для освещения можно пользоваться увеличителем. Проекционный фонарь увеличителя следует ставить в крайнее верхнее положение. Бестеневое освещение дает также многоламповый софит с матовым или молочным стеклом. Софит следует располагать над объектом. После проявления снимка получается белый силуэт детали.
2. Фотограммы можно использовать в ботанике для точного изображения растений, листьев и цветов, в художественной фотографии — для получения тоновых и полутоновых композиций, иногда в сочетании с обычным фотографическим изображением.

## Известные авторы, использовавшие метод фотограммы
- Мохой-Надь (Ласло Мохой-Надь, 1895—1946)
- Рэй, Ман (1890—1976)
- Эль Лисицкий (1890—1941)
- Кристиан Шад (1894—1982)
- Георгий Зимин (1900—1985)
- Валерий Грюнталь (1889—1966, Владимир Грюнталь?)
- Александр Хлебников (1897—1979)